# SGW杯中庸戦
SGW杯中庸戦（エスジーダブリューはいちゅうようせん）は、日本棋院主催・株式会社セントグランデW協賛の日本の囲碁の棋戦。2018年創設。31歳以上60歳以下で、対象とされている棋戦優勝の経験がない棋士のみが出場できる。第1回は非公式棋戦であったが、第2回以降は公式棋戦として開催されている。

## 出場棋士
以下の条件を満たす棋士が出場できる。
- 31歳以上60歳以下の日本棋院所属棋士
- 七大棋戦（棋聖戦・名人戦・本因坊戦・王座戦・天元戦・碁聖戦・十段戦）、竜星戦、阿含桐山杯、SGW杯中庸戦での優勝経験がない棋士

## 方式
- 予選はネット対局場の幽玄の間を用いたネット対局で行われる。
- 予選を勝ち抜いた16名の棋士で本戦を行う。本戦は計4回戦のスイス式トーナメントで行われ、全勝者が優勝となる。順位は以下の方法で決定される。
  1. 勝数
  2. 勝数が同じ場合、SOS（対戦相手の勝数の合計）の多い者
  3. SOSも同じ場合、SOSOS（対戦相手のSOSの合計）の多い者
  4. SOSOSも同じ場合、直接対決があれば勝者が上位、直接対決がなければ同順位
- コミは6目半。予選・本戦とも、持ち時間はなく1手30秒の秒読みと1分の考慮時間10回。
  - 第4回までは、予選では秒読みが1手20秒、1分の考慮時間が5回とかなり短く設定されていた。
- 賞金200万円（第1回 - ）。

## 歴代結果
優勝者及び3位までの棋士を示す。
1. 2018年 優勝: 林漢傑 -  2位: 安斎伸彰 3位: 張豊猷 - 非公式戦として創設
2. 2019年 優勝: 黄翊祖 -  2位: 三村智保 3位: 大場惇也 - 以降、公式戦として開催
3. 2020年 優勝: 金澤秀男 -  2位: 金秀俊 3位: 秋山次郎
4. 2021年 優勝: 潘善琪 -  2位: 奥田あや 3位: 大垣雄作
5. 2022年 優勝: 鶴山淳志 -  2位: 安斎伸彰 3位: 村松大樹
6. 2023年 優勝: 志田達哉 -  2位: 溝上知親 3位: 安達利昌・小県真樹
7. 2024年 優勝: 秋山次郎 -  2位: 松本武久 3位: 安斎伸彰